# Правило одного визначення
Правило одного визначення (One Definition Rule, ODR) — важлива концепція в мові програмування C++, що визначена в ISO C++ Standard(ISO/IEC 14882) 2003, в розділі 3.2.
Коротко ODR стверджує:
1. В окремій одиниці трансляції (файлі, якщо конкретна реалізація зберігає тексти програм у файлах, після обробки препроцесором) шаблон, клас, функція, об'єкт, або перерахування можуть мати не більше одного визначення. Хоча деякі можуть мати яку завгодно кількість оголошень.
2. В програмі об'єкт або невставна функція не можуть мати більш ніж одне визначення. Якщо об'єкт чи невставна функція не використовуються, тоді достатньо оголошення без визначення. У випадку використання вони повинні мати рівно одне визначення.
3. Деякі сутності, наприклад, класи, шаблони або вставні функції можуть мати більш ніж одне визначення тільки якщо:
  1. вони містяться в різних одиницях трансляції;
  2. вони ідентичні лексема за лексемою;
  3. значення лексем однакові в обох одиницях трансляції.

Компілятори не завжди знаходять порушення ODR. Багато з них виявляє компонувальник.

## Приклади
```
//file 1.c

  
struct
 
S
 
{
 
int
 
a
;
 
char
 
b
;
 
};

  
void
 
f
(
S
*
);

//file 2.c

  
struct
 
S
 
{
 
int
 
a
;
 
char
 
b
;
 
};

  
void
 
f
(
S
*
)
 
{
 
/* ... */
 
};

```

Правило ODR каже, що цей приклад дозволений, і в обох файлах під S буде матися на увазі одна і та сама структура. Хоча це й невдалий спосіб описання структур, оскільки людина, яка супроводжує file2.c, може припустити, що визначення в її файлі єдине і вважатиме, що його можна змінювати, що може призвести до помилок, які буде складно знайти.
Метою ODR є реалізація можливості включення визначення класу в різні одиниці трансляції з одного заголовного файлу.
```
//file s.h

  
struct
 
S
 
{
 
int
 
a
;
 
char
 
b
;
 
};

  
void
 
f
(
S
*
);

//file 1.c

  
#include
 
"s.h"

  
// використання f()

//file 1.c

  
#include
 
"s.h"

  
void
 
f
(
S
*
)
 
{
 
/* ... */
 
};

```

Наведемо приклад трьох випадків порушення правила ODR:
```
//file 1.c

  
struct
 
S1
 
{
 
int
 
a
;
 
char
 
b
;
 
};

  
struct
 
S1
 
{
 
int
 
a
;
 
char
 
b
;
 
};
 
// помилка: повторне визначення

```

Структуру не можна двічі визначити в одному файлі.
```
//file 1.c

  
struct
 
S2
 
{
 
int
 
a
;
 
char
 
b
;
 
};

//file 1.c

  
struct
 
S2
 
{
 
int
 
a
;
 
char
 
bb
;
 
};
 
// помилка

```

Не ідентичні лексема за лексемою.
```
//file 1.c

  
typedef
 
int
 
X
;

  
struct
 
S3
 
{
 
X
 
a
;
 
char
 
b
;
 
};

//file 2.c

  
typedef
 
char
 
X
;

  
struct
 
S3
 
{
 
X
 
a
;
 
char
 
b
;
 
};
 
// помилка

```

Значення лексем різне в різних одиницях трансляції.